# Tricentra consequens
Tricentra consequens là một loài bướm đêm trong họ Geometridae.